# Вірвайди
Вірвайди (пол. Wirwajdy, нім. Warweiden) — село в Польщі, у гміні Оструда Острудського повіту Вармінсько-Мазурського воєводства.
Населення — 174 особи (2011).
У 1975-1998 роках село належало до Ольштинського воєводства.

## Демографія
Демографічна структура станом на 31 березня 2011 року:
|          | Загалом | Допрацездатний вік | Працездатний вік | Постпрацездатний вік |
| -------- | ------- | ------------------ | ---------------- | -------------------- |
| Чоловіки | 91      | 28                 | 56               | 7                    |
| Жінки    | 83      | 12                 | 57               | 14                   |
| Разом    | 174     | 40                 | 113              | 21                   |